# Александровка (Сладковський район)
Алекса́ндровка (рос. Александровка) — село у складі Сладковського району Тюменської області, Росія.
Населення — 629 осіб (2010, 828 у 2002).
Національний склад станом на 2002 рік:
- росіяни — 88 %